# Giulio Gatti-Casazza
Giulio Gatti-Casazza (ur. 3 lutego 1869 w Udine, zm. 2 września 1940 w Ferrarze) – włoski działacz i dyrektor operowy, impresario.

## Życiorys
Z wykształcenia był inżynierem, ukończył akademię morską w Genui. Od 1893 roku był dyrektorem teatru operowego w Ferrarze. W latach 1898–1908 był dyrektorem mediolańskiej La Scali, za swojej kadencji podnosząc ją do rangi czołowego teatru operowego we Włoszech. Od 1908 do 1935 roku pełnił funkcję dyrektora generalnego Metropolitan Opera w Nowym Jorku. W okresie swojej dyrekcji rozwinął Metropolitan Opera pod względem artystycznym oraz finansowym i rozsławił ją na świecie. Organizował konkursy kompozytorskie, zamawiał dla tego teatru utwory od twórców amerykańskich (Horatio Parker, Walter Damrosch, Victor Herbert) oraz europejskich (Engelbert Humperdinck, Umberto Giordano, Enrique Granados, Giacomo Puccini), zorganizował ponad 110 premier. Angażował największych ówczesnych dyrygentów, w tym Arturo Toscaniniego. W 1935 roku zrezygnował z zajmowanego stanowiska i wrócił do Włoch.
Jego pierwszą żoną była od 1910 roku śpiewaczka Frances Alda, z którą rozwiódł się w 1929 roku. W 1930 roku ożenił się powtórnie z tancerką Rosiną Galli. W 1941 roku ukazały się pośmiertnie jego wspomnienia pt. Memories of the Opera.